# Albarca (calzado)

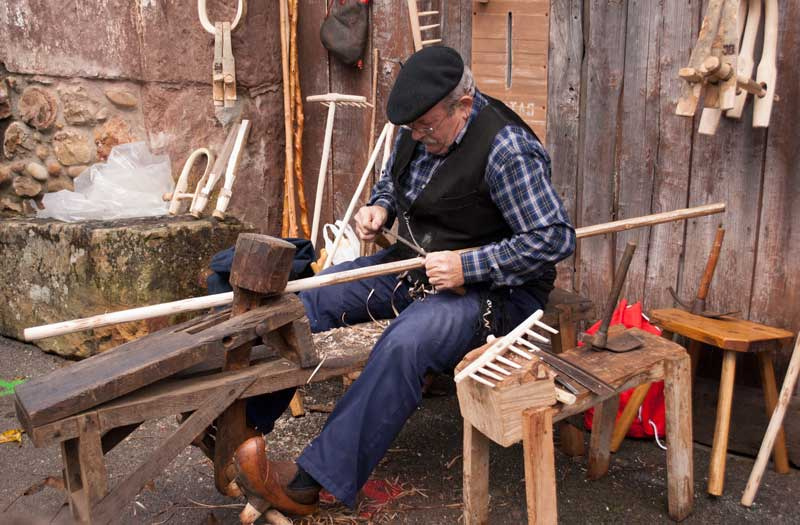
Artesano de la madera en Cantabria. Se aprecia cómo calza unas albarcas cántabras, por lo general de madera de castaño, aliso o abedul, con escarpines.

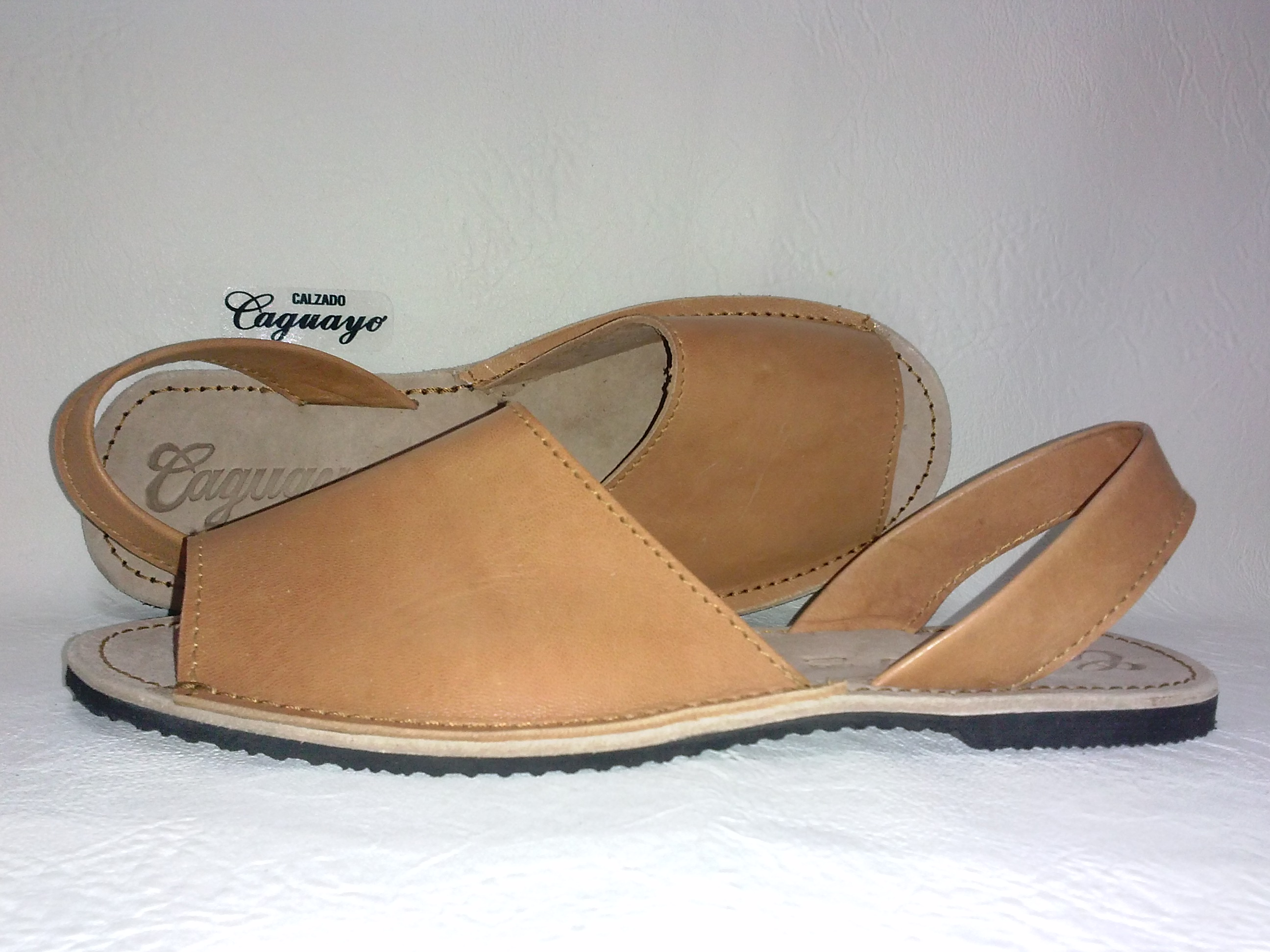
Abarca, hecha en Cuba, similar a la Menorquina.

La albarca o abarca es un tipo de calzado rústico elaborado principalmente en cuero crudo, que cubre solamente la planta de los pies, y se asegura con cuerdas o correas sobre el empeine y el tobillo. Se denominan así otros calzados tradicionales, siempre ligados al mundo rural, confeccionados con otros materiales como madera, o más recientemente con caucho procedente de neumáticos usados, plásticos y otros materiales. Se caracterizan por ser calzados prácticos, adaptados al medio, fabricados de forma autosuficiente mediante optimización de recursos y pensados para el trabajo diario.

## Etimología
La palabra castellana abarca es una palabra de origen prerromano. Probablemente del vasco abarka

## Abarcas de cuero

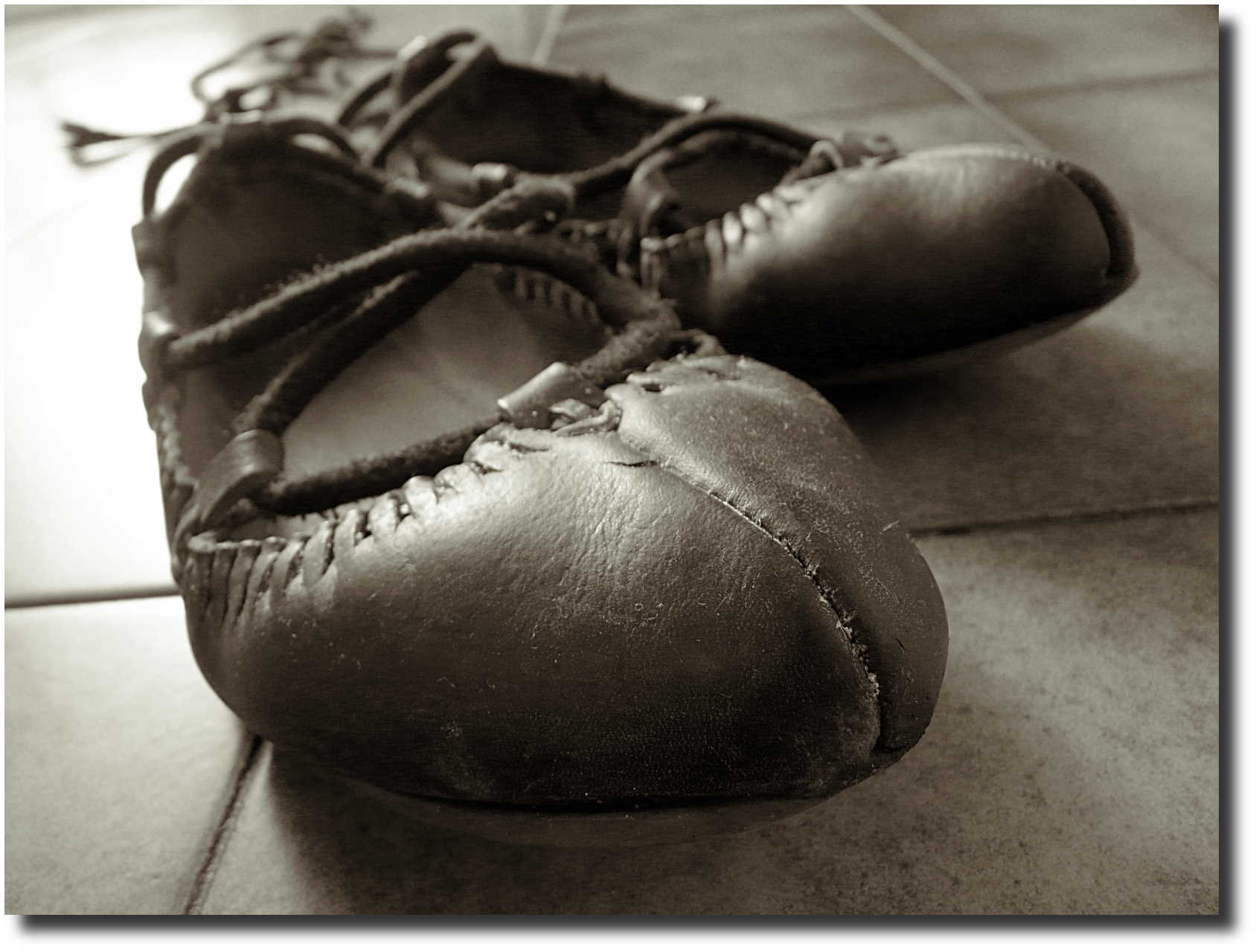
Abarca vasca (Abarka).

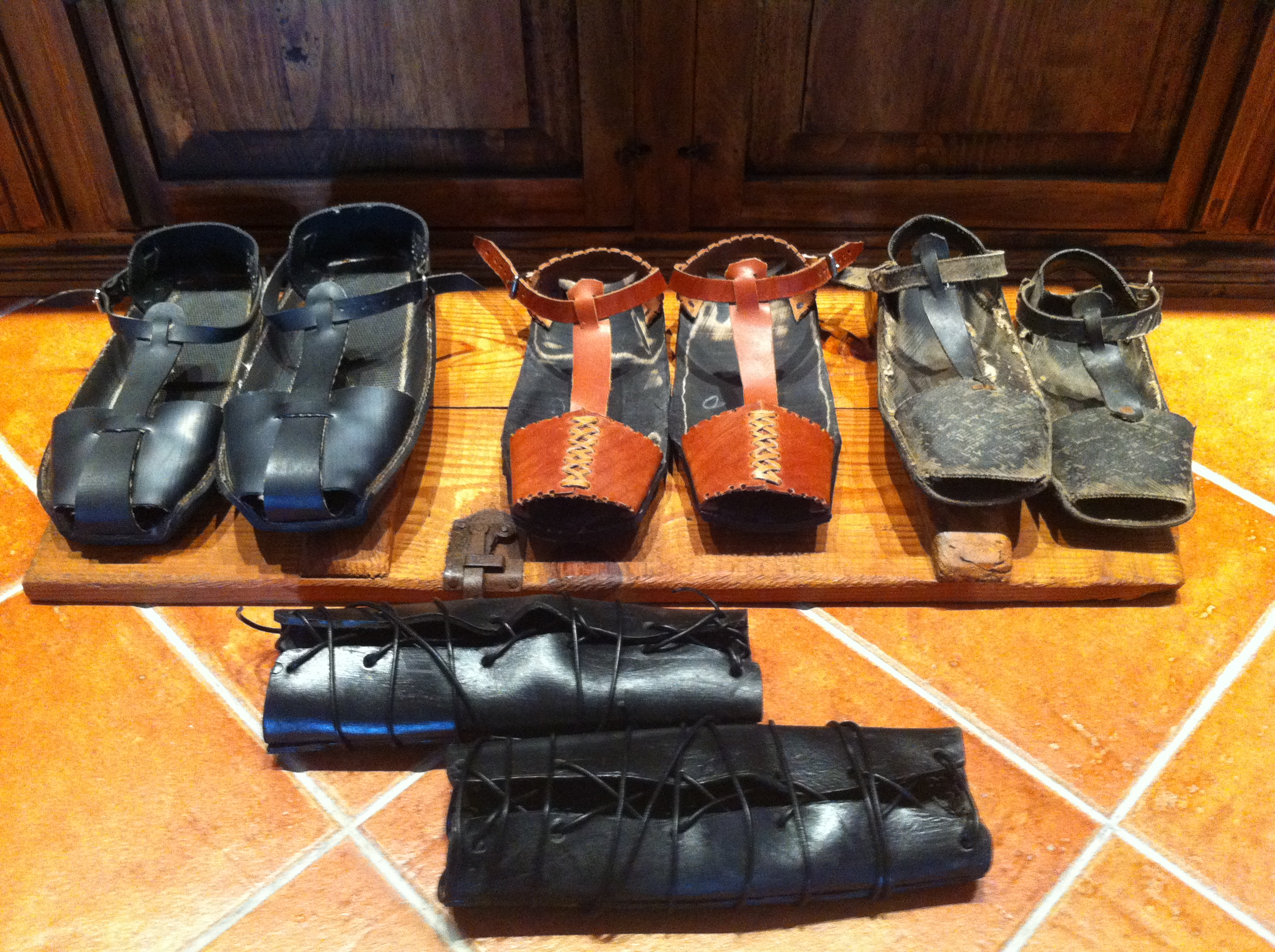
Abarcas en diversos materiales: caucho, neumático y cuero, neumático. En primer plano: abarcas/calzaderas de Pedro Bernardo (Ávila) España.

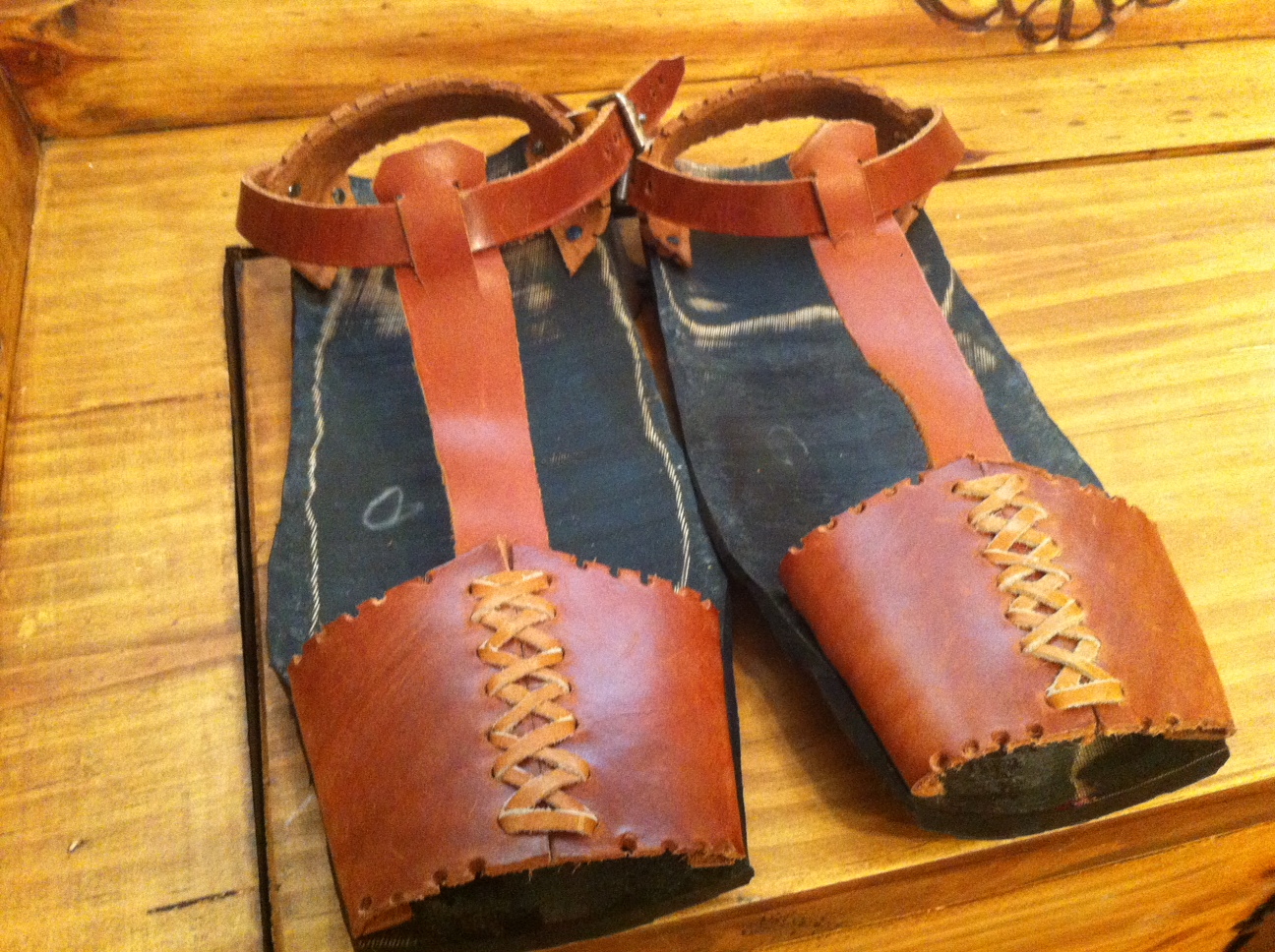
Abarcas fabricadas con suela de neumático y cuero de vaca, utilizadas antaño por los campesinos de Pedro Bernardo (Ávila, España)

En España existen numerosas variantes de este tipo de calzado de cuero. Se puede decir que la abarca de cuero es una de las más antiguas formas de calzado en la península, dentro de las cuales encontramos la archiconocida avarca menorquina, la abarca vasca, la abarca castellana o la más primitiva y tosca de todas, la calzaera, muy habitual hasta la generalización del neumático con la proliferación de los vehículos modernos desde principios del siglo XX.
- Abarca vasca: realizada en cuero crudo, la abarca (abarka en euskera) es un calzado más cerrado que cubre con una sola pieza la planta, dedos, laterales y talón del pie. Tiene la peculiaridad de estar cerrada por un frunce a modo de bolsa, con una tira de cuero o cordel de cualquier material, que también se entrelaza sobre el empeine y la pantorrilla.

- Avarca menorquina: la abarca (avarca en menorquín) procede del mundo rural de la Isla de Menorca. El terreno de Menorca es muy pedregoso, por lo que los trabajadores de la tierra necesitaban para los pies un calzado resistente y a la misma vez flexible. El material utilizado para la elaboración de su suela es el neumático de caucho que cuando ya no era servible para los vehículos, este se utilizaba para la elaboración de las abarcas. A partir de los años 60, este calzado utilizado por gente del campo, fue transformándose en un calzado de verano, tanto para los menorquines, como para los turistas que visitan la isla de Menorca.

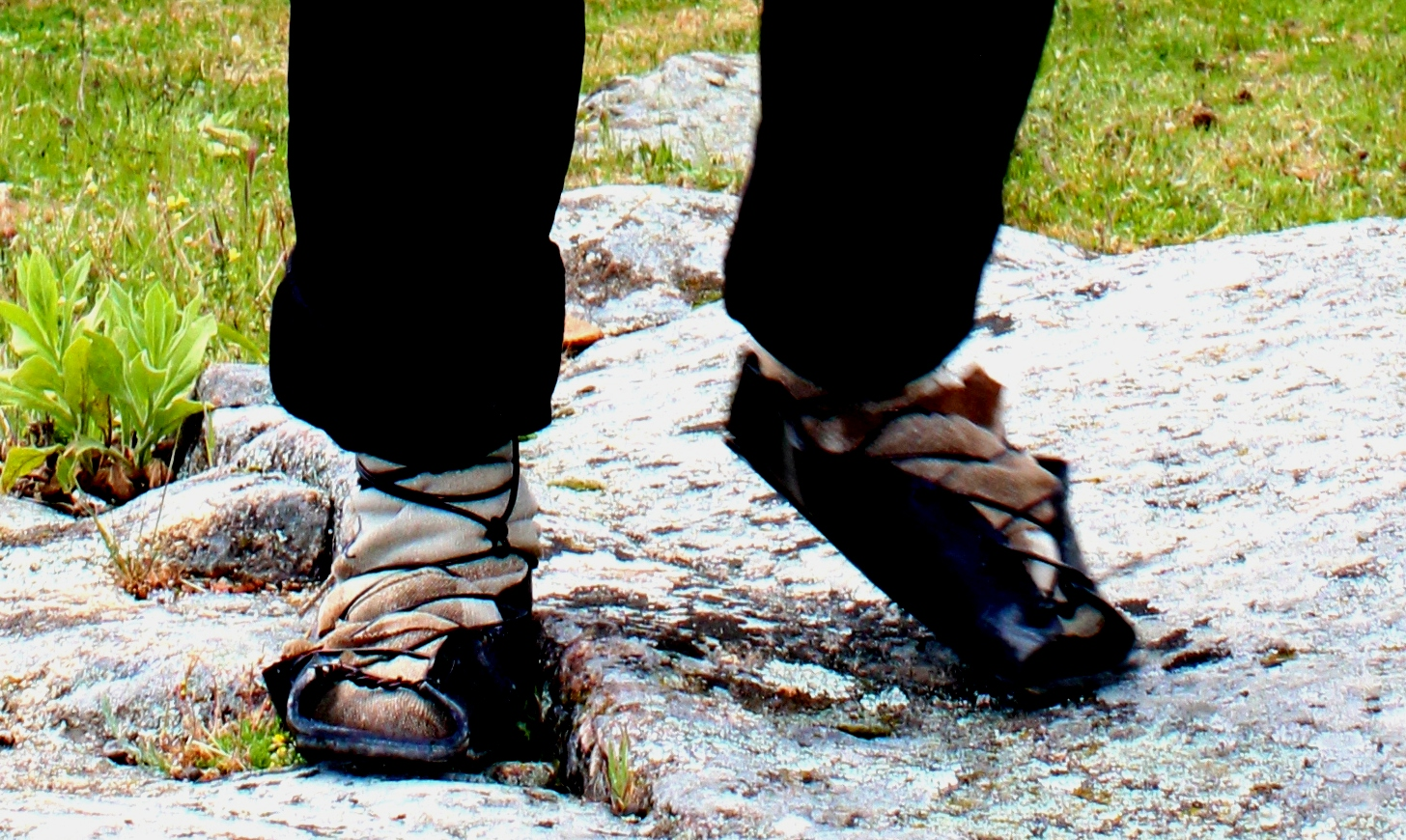
Calzaeras típicas los serranos abulenses, en Pedro Bernardo (Ávila)

- Calzaera: es una de las abarcas más antiguas, primitivas y toscas, de cuantas se conocen en la actualidad. Fueron de extendido uso en el Sistema Central, desde la provincia de Cáceres a la Sierra Norte de Madrid. Con especial difusión en la Provincia de Ávila, la calzaera consiste en una pieza rectangular de cuero de vaca (antaño crudo), con una serie de agujeros dispuestos en los laterales del pie que se ataban utilizando un cordón de cuero, tripa de oveja, cáñamo, lino o incluso corteza de torvisquera, desprovista de zancajo. La calzaera se ataba alrededor del pie protegiendo la planta y los laterales. El pie se cubría con un calcetín de lana, alrededor del cual se enrollaban tiras de paño de unos 20 cm de ancho cubriendo desde los dedos hasta la mitad de la pantorrilla. Estas piezas de tela se denominaban patines o peales, y se fijaban al cuerpo con los cordeles de la calzadera, desde el empeine a la pantorrilla. Se convirtieron en un calzado muy popular para los campesinos abulenses, siendo aún hoy posible encontrarlas en muchas casas antiguas del Valle del Tiétar, Valle del Iruelas y zonas de la Sierra de Ávila y de Gredos.

## Abarcas de suela de neumático

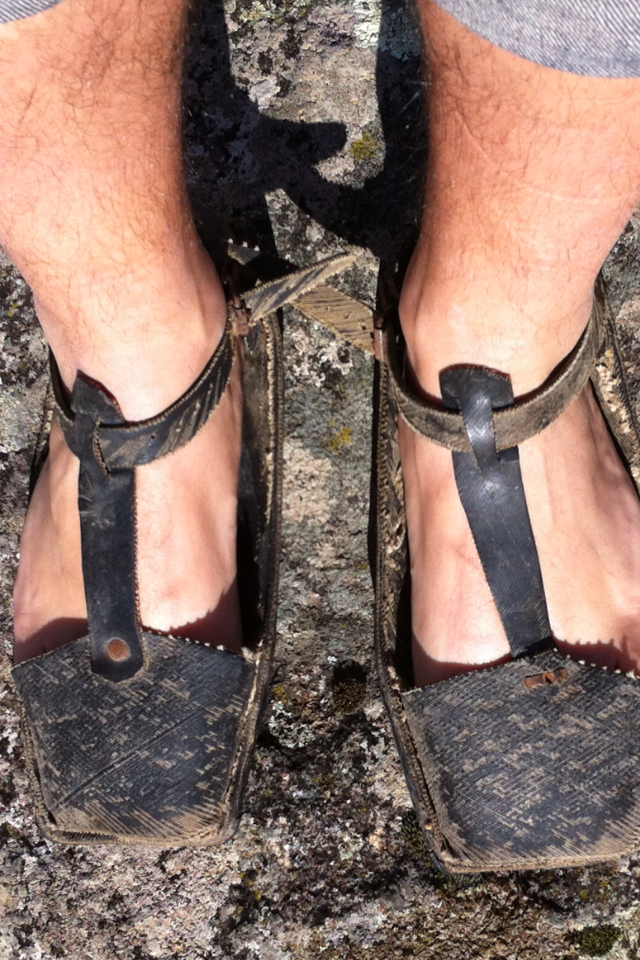
Antiguas albarcas de neumático en Pedro Bernardo (Ávila).

En su origen estas abarcas se confeccionaban íntegramente en cuero, pero durante la primera mitad del siglo XX, gracias a la proliferación de vehículos modernos, se empezaron a utilizar otros materiales en la suela: Neumáticos reciclados.
La albarca de rueda es una de las más conocidas en toda la península, sobre todo al sur de la cornisa cantábrica. Esta albarca es de suela de neumático reciclado, y cierra sobre los dedos hasta la mitad del empeine. Cuenta con una pieza en el zancajo o talón. Se cierra con otra tira por encima del empeine, sujetada con hebilla. Los materiales utilizados sobre la suela pueden ser desde cuero hasta material plástico. En origen, ésta sandalia se realizaba íntegramente en cuero. Este tipo de albarca "cerrada" a partir de suela de neumático se empezó a generalizar en el primer y segundo cuarto del siglo XX con la proliferación del automóvil y las motocicletas, siendo especialmente utilizada en la posguerra. Se caracterizan por su flexibilidad, por lo económico de su manufactura y por la resistencia y durabilidad de la suela.

## Albarcas de madera

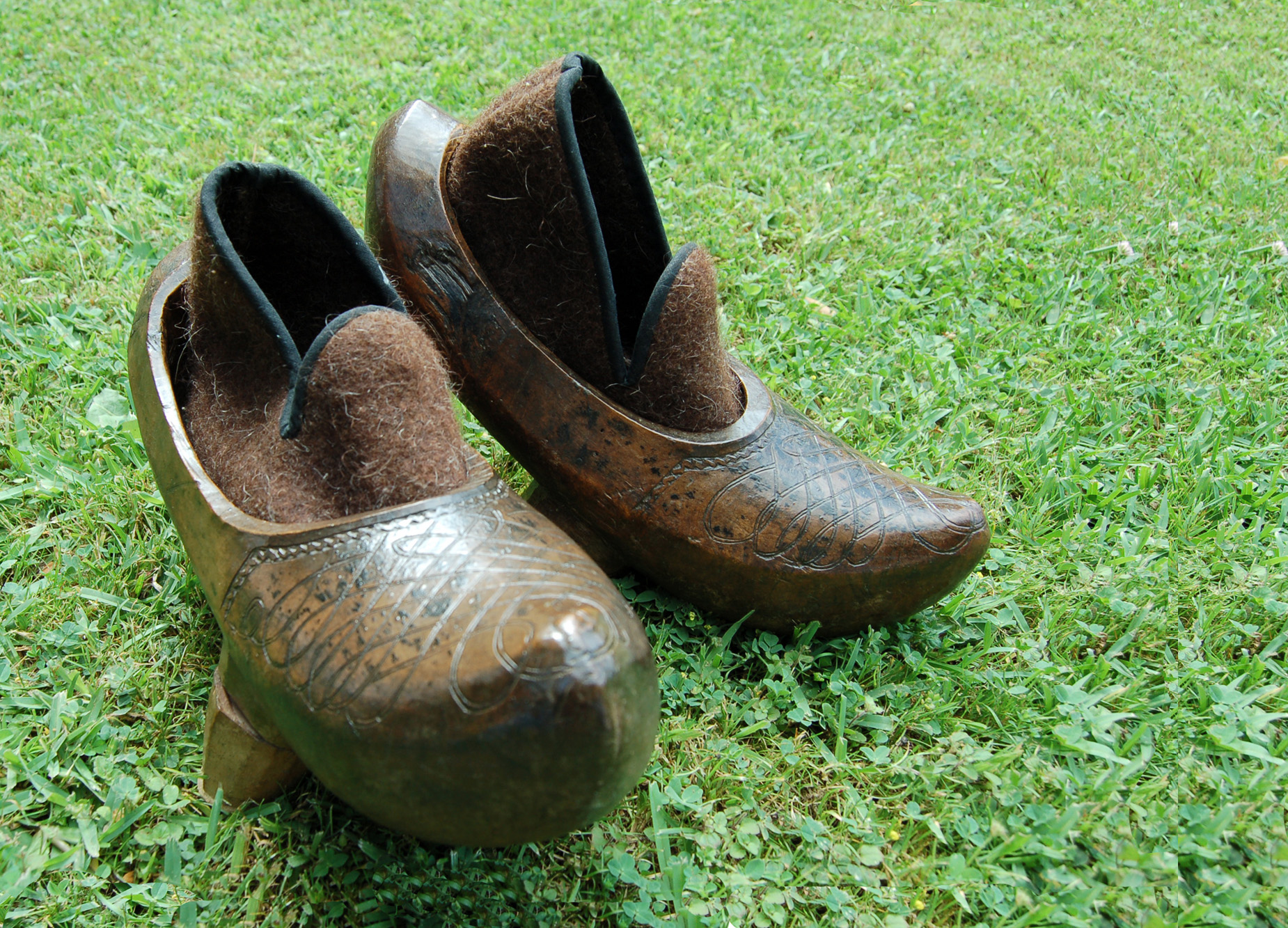
Abarcas cántabras con escarpines

Este tipo de calzado guarda cierta similitud con el zueco neerlandés, y otros calzados antiguos similares utilizados en zonas donde los suelos embarrados y la abundancia de lluvias hicieron necesaria la utilización de zuecos de madera para desenvolverse en este tipo de condiciones. Así, en el norte de España, desde Galicia a los Pirineos, en el mundo rural se han empleado zuecos de madera similares a los empleados en Europa central (Tirol, Alemania, Francia, Holanda) y en las islas británicas (clogs). Dentro de España se dan varios modelos y distintas denominaciones:
La abarca cántabra es una abarca de madera de una pieza, que ha sido utilizado especialmente por el campesinado de Cantabria y Palencia. Se realizan en madera de abedul, fresno, castaño o aliso principalmente.
Las madreñas o almadreñas de madera son propias de Galicia, Asturias y la provincia de León.

## Albarcas en otros países

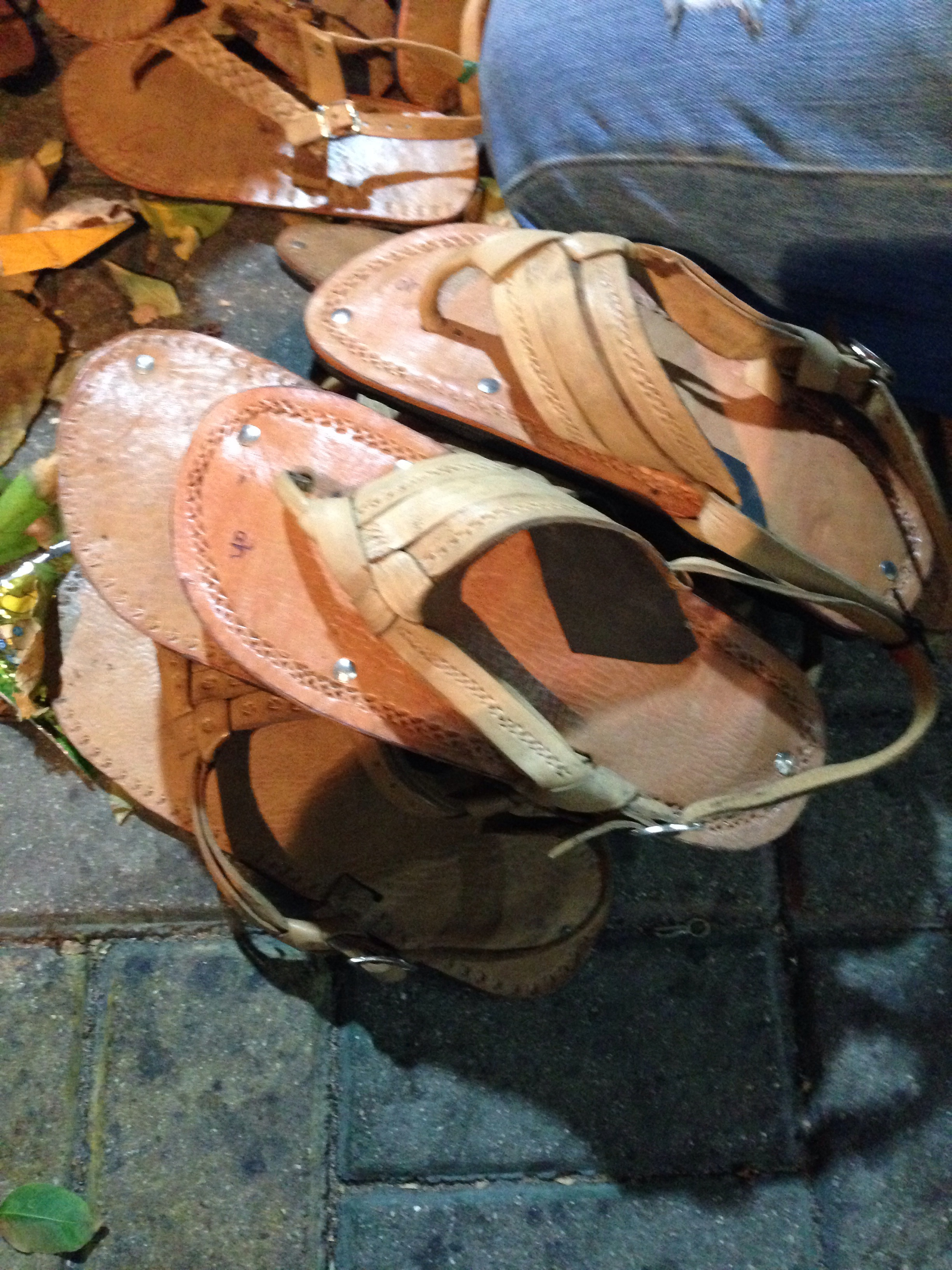
Abarcas de la Costa Atlántica colombiana.

En la Costa Caribe colombiana la abarca de cuero es utilizada por campesinos y ocasionalmente por gente del común. La pieza consiste en una tira de cuero que se sujeta en la parte delantera de la suela, y en el empeine se bifurca en dos tiras que se sujetan a ambos lados de la suela. Se sujetan al pie con una tira alrededor del talón, con o sin hebilla. La parte superior de la suela es de cuero (en contacto con el pie), y la inferior de caucho de neumático de automóvil. También se conoce como "abarca tres puntá" (tres puntadas).
En determinadas zonas de África, aún hoy se utilizan a diario los neumáticos de los coches como calzado diario, debido a la indisponibilidad de recursos.
En Cuba, se produce por artesanos y zapateros, una variación de la conocida: Abarca Minorquina, notandose la diferencia en el tamaño de la pala (pieza que cubre el empeine). Se utiliza piel, generalmente, la suela de goma conformada o EVA. Su uso es muy popular, preferentemente entre las mujeres, sin distinguir edad, también muy apreciadas por los turistas que visitan la isla.